# Chilly (Ardenas)
Chilly é uma comuna francesa na região administrativa de Grande Leste, no departamento Ardenas. Estende-se por uma área de 5,84 km². Em 2010 a comuna tinha 144 habitantes (densidade: 24,7 hab./km²).